# International School of Hamburg
Die International School of Hamburg (ISH) ist eine englischsprachige Privatschule in Hamburg, die als Ergänzungsschule staatlich anerkannt ist. Die Schule wurde 1957 als erste Internationale Schule Deutschlands gegründet und bietet seit 1978 als höchsten Schulabschluss das International Baccalaureate (IB) an. Das deutsche Abitur kann hingegen nicht erworben werden, der Unterricht findet abgesehen von Fremdsprachenunterricht vollständig auf Englisch statt. Seit 2010 befindet sich die Schule in einem eigens errichteten Neubau am Hemmingstedter Weg in Hamburg-Osdorf.

## Geschichte
Die International School nahm mit Beginn des Schuljahres 1957/1958 ihren Betrieb auf. Erster Standort war eine Villa am Harvestehuder Weg 50, die bis 1955 dem amerikanischen Generalkonsul Timberlake als Wohnsitz gedient hatte. Die Schulgründung wurde von Konsulaten und ausländischen Firmen in Hamburg unterstützt. Das Schulhaus sollte eine Kapazität von 100 Plätzen haben, angemeldet waren 50 Schulkinder – ein Drittel aus Großbritannien und ein Drittel aus den USA. Schulträger war der Verein Internationale Schule e.V., Schulleiter der 27-jährige Engländer Patrick Lindsay.
1959 war die Zahl der Schüler auf 360 angewachsen, und die Schule zog nach Hamburg-Othmarschen in die Waitzstrasse 31. Das dortige Gebäude bestand aus einer Villa und einem Erweiterungsbau, die durch einen Mittelgang miteinander verbunden sind. Seit 1898 wurde der Gebäudekomplex von einer privaten Mädchenschule genutzt, die dann verstaatlicht wurde und ab 1959 auszog, heute das Gymnasium Hochrad.
1973 zog die International School in einen Neubau am Holmbrook 20 in Othmarschen um. Das Gebäude in der Waitzstrasse wird seitdem von der Volkshochschule Hamburg genutzt. Das neue Schulgebäude an der Ecke von Holmbrook / Othmarscher Kirchenweg wurde 1973  eigens für die International School Hamburg erbaut. Das Grundstück überließ die Stadt 1971 dem Trägervereins „Internationale Schule e.V. Hamburg“ in Erbbaurecht für 60 Jahre. Der Entwurf für den Neubau stammte von Schultz & Partner Architekten, der Bau wurde als Stahlbeton-Skelettbau mit Mauerwerksausfachung ausgeführt.
1978 führte die ISH den Abschluss “International Baccalaureate” ein und wurde als IB World School anerkannt. 1984 wurde am Holmbrook eine Sporthalle gebaut, 1999 kam ein dreigeschossiger Neubau nach Plänen von Alsop & Störmer Architekten hinzu. Das Erbbaurecht für das Grundstück wurde 2007 einvernehmlich aufgehoben, 2010 zog die ISH aus. Das Schulgebäude Holmbrook 20 wurde nach dem Auszug umgebaut und seit 2013 von der Elbschule – BildungsZentrum Hören und Kommunikation genutzt.
Von 2007 bis 2010 wurde am Standort Hemmingstedter Weg in Hamburg-Osdorf ein Neubau errichtet. 2010 erfolgte der Umzug. 2013 führte die Schule das IB Middle Year Programme ein. Von 2014 bis 2015 wurde am Hemmingstedter Weg ein neuer Westflügel errichtet.

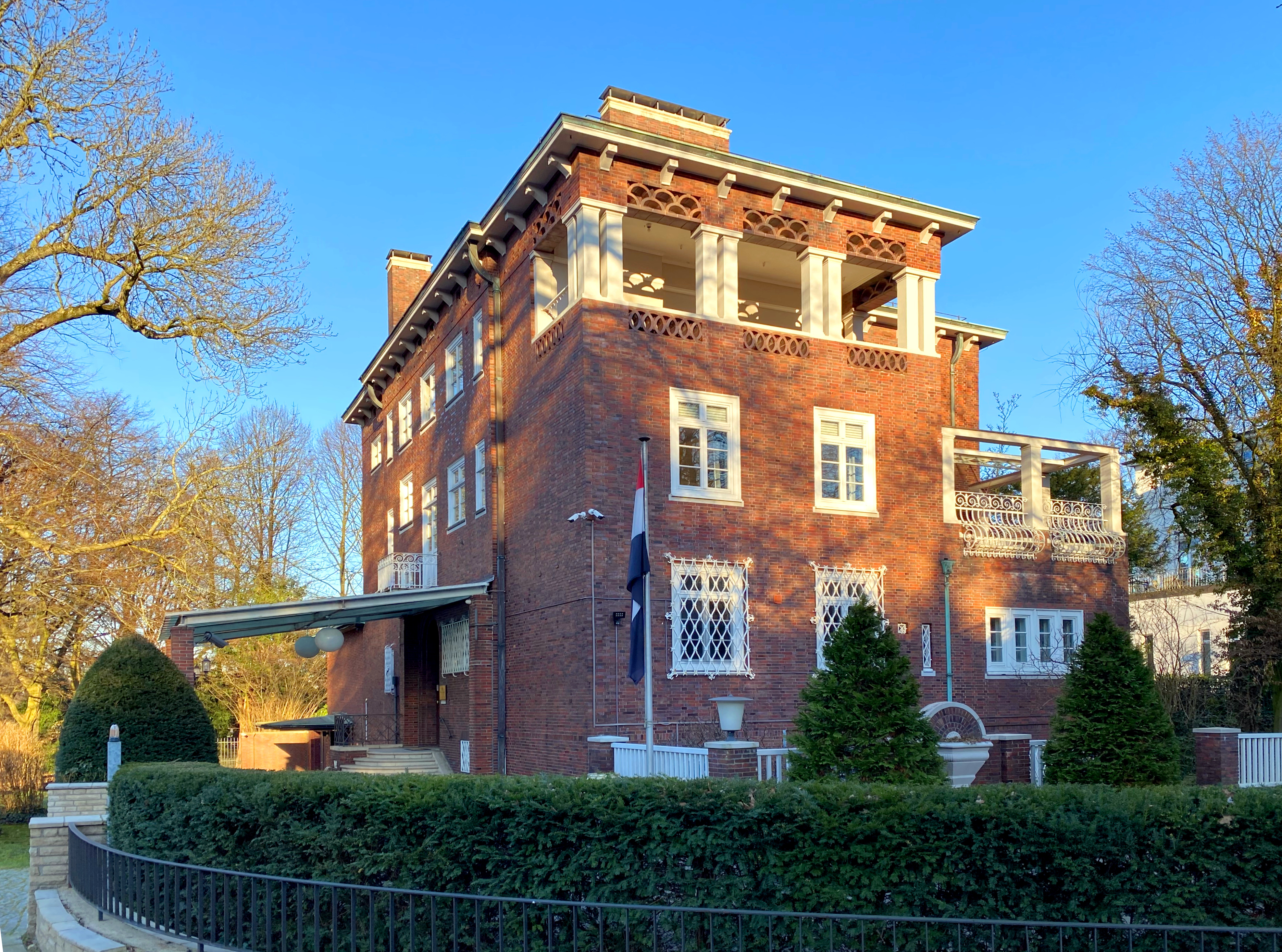
1957–1959: Villa am Harvestehuder Weg 50
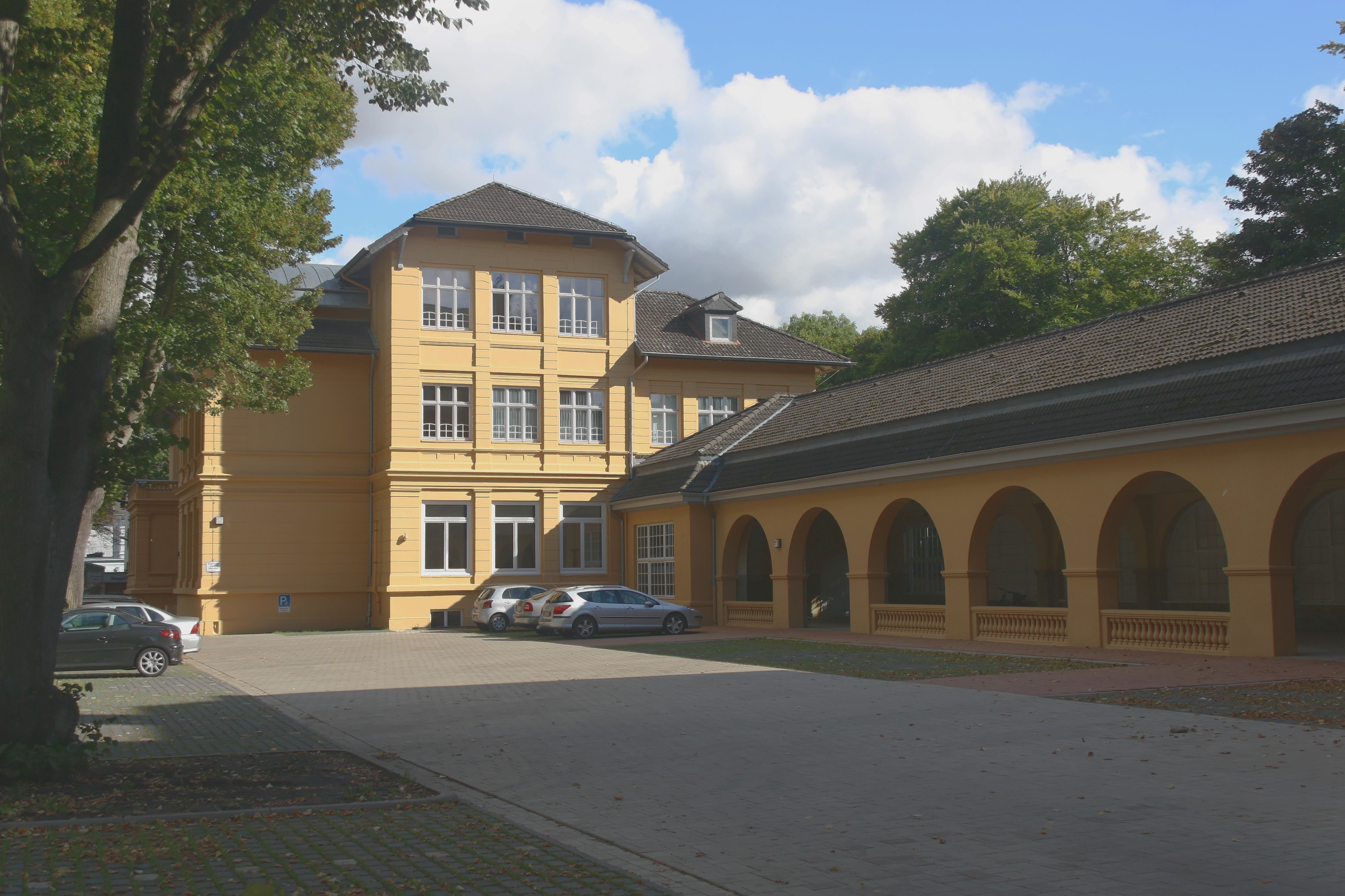
1959–1973: Waitzstrasse in Othmarschen, rechts der Wandelgang
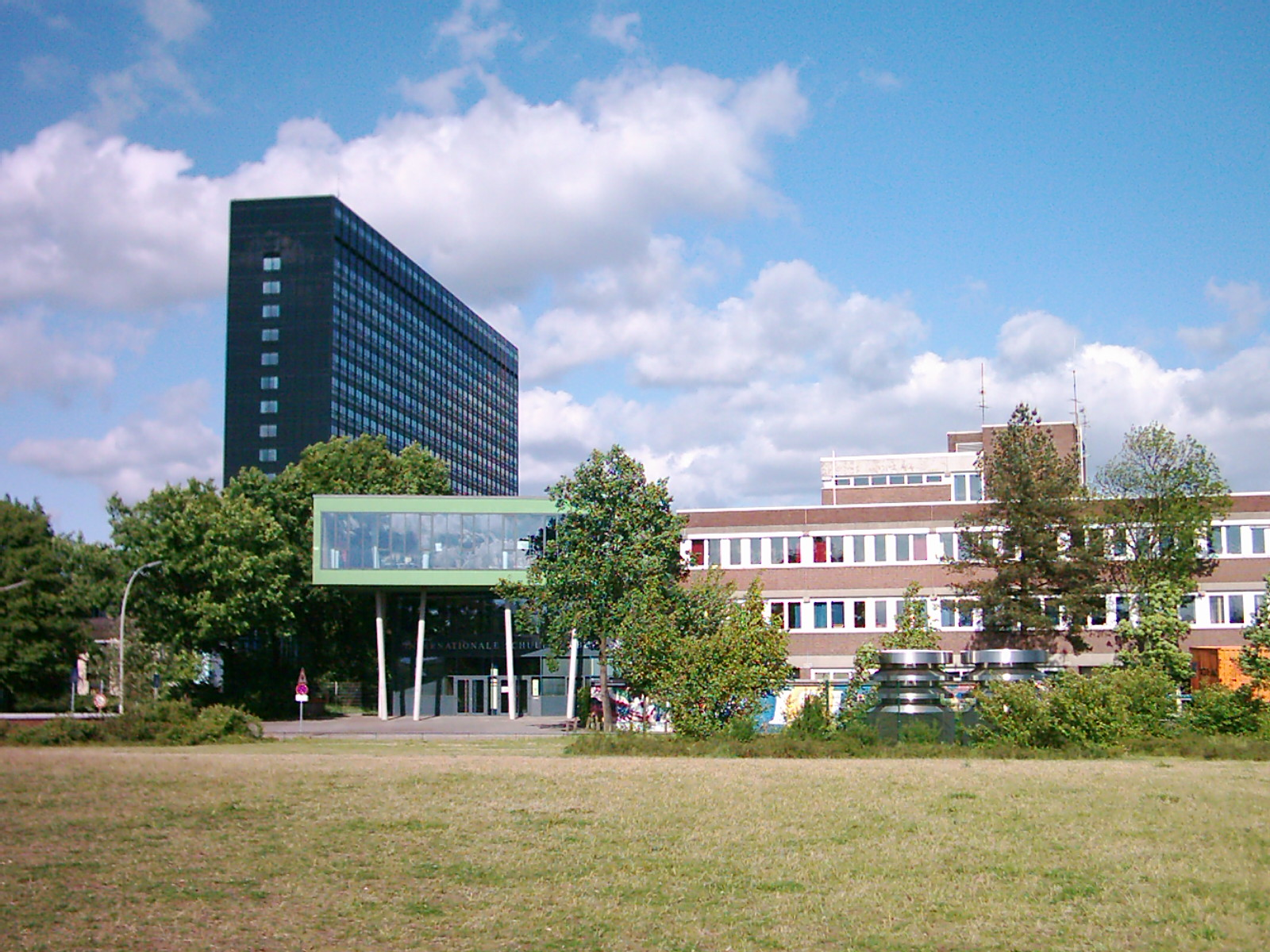
1973–2010: Holmbrook, im Hintergrund das AK Altona
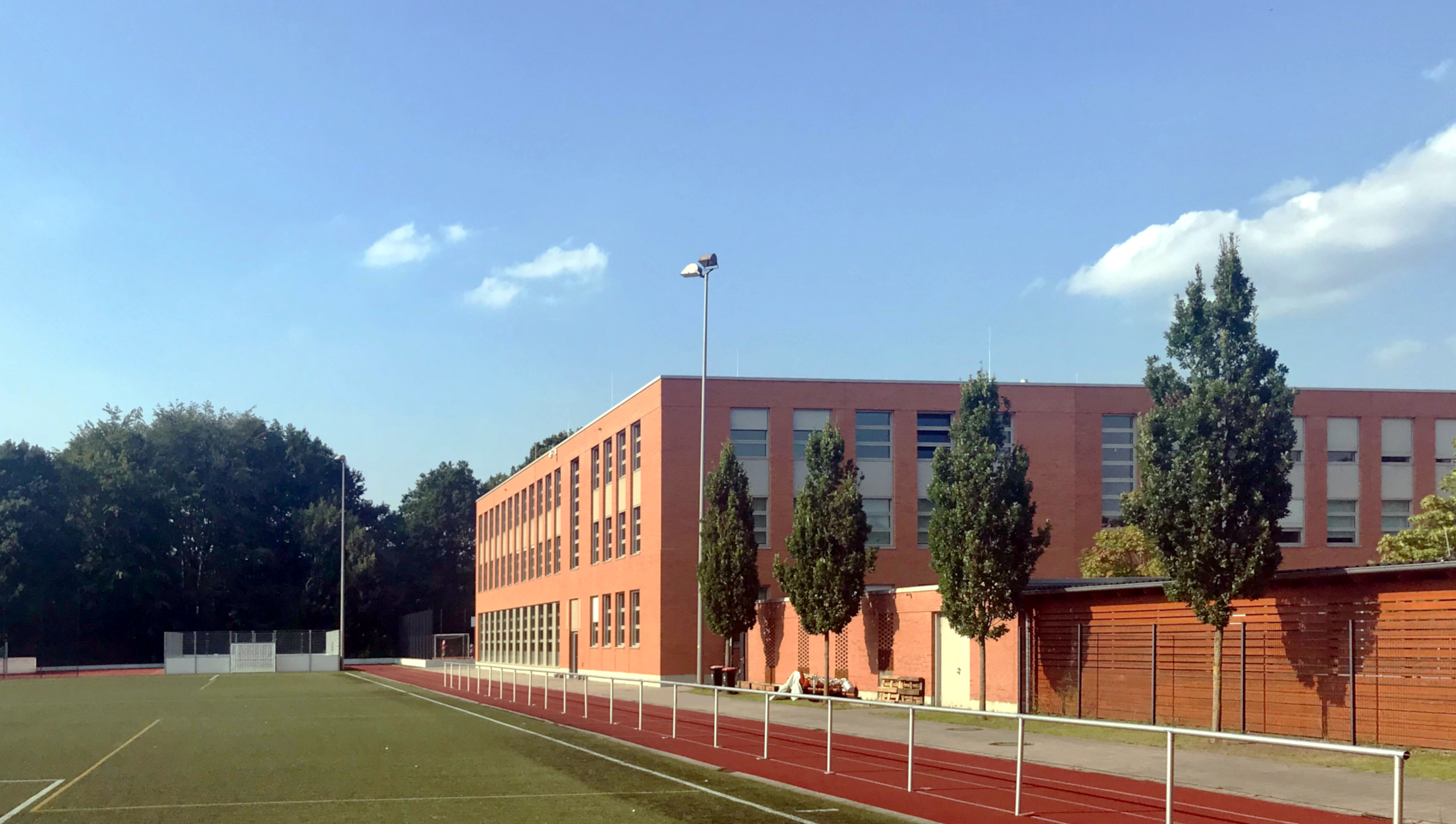
Seit 2010: Hemmingstedter Weg, Sportanlagen und Westflügel

## Lage und Architektur
Das heutige Schulgelände befindet sich an der Nordseite des Hemmingstedter Wegs in Hamburg-Osdorf, gegenüber vom Botanischen Garten. Das Schulgelände ist etwa 40.000 m² groß. Vor Beginn des Neubaus standen hier Behelfsunterkünfte für deutsch-russische Aussiedler.
Der Trägerverein der Schule führte 2006 einen Architekturwettbewerb durch, den das Hamburger Büro Kramer Biwer Mauden gewann. Der realisierte Entwurf umfasst ein ganztags genutztes Schulgebäude mit Kindergarten und Doppelsporthalle sowie Außenanlagen für Pausen, Sport und Erschließung. Der kubische Baukörper mit Flachdach und drei Vollgeschossen ist zur Straße eher geschlossen und zur Nordseite mit Flügeln gegliedert. Die Außenhülle ist mit einem Sichtbeton-Sockel und einer glatten Klinkerfassade gestaltet. Das Schulgebäude (ohne Westflügel) war für 650 Schüler geplant. Das Auditorium verfügt über 400 Sitzplätze, die Schule hat eine Bibliothek und eine Cafeteria mit Küche. Der Kindergarten hat sechs Gruppenräumen für bis zu 100 Kinder. Die Zweifeldsporthalle ist mit Zuschauerplätzen ausgestattet. Der Neubau der Schule mit 17.000 m² Bruttogeschossfläche hat 25 Mio. Euro gekostet, beides ohne Westflügel.

## Schulprofil
An der Schule werden alle vier IB-Programme angeboten:
- Primary Years Programme (PYP), von 3 bis 11 Jahren
- Middle Years Programme (MYP), von 11 bis 16 Jahren
- Diploma Programme (DP), von 16 bis 19 Jahren
- Career-related Programme (CP), von 16 bis 19 Jahren

Die Schule ist von der New England Association of Schools and Colleges (NEASC) und dem Council of International Schools (CIS) akkreditiert.
Das jährliche Schulgeld lag im Schuljahr 2022/2023 zwischen gut 11.000 (Kindergarten) und knapp 22.000 Euro (Oberstufe). Kosten für Ausflüge und Schulessen in der Cafeteria kommen hinzu. Neben dem Schulgeld muss über die ersten beiden Jahre des Schulbesuchs eine „Campus Development Fee“ von in Summe 7.500 Euro für Bau und Erhalt des Gebäudes gezahlt werden.